# Ehrenfried-Oskar Boege
Ehrenfried-Oskar Boege (11 novembre 1889 à Ostrowo – 31 décembre 1965 à Hildesheim) est un General der Infanterie dans la Wehrmacht pendant la Seconde Guerre mondiale.
Il a également été récipiendaire de la croix de chevalier de la croix de fer avec feuilles de chêne. La croix de chevalier de la croix de fer et son grade supérieur, les feuilles de chêne, sont décernés pour reconnaître la bravoure extrême sur le champ de bataille ou un commandement militaire avec succès.

## Biographie
Le 12 septembre 1913, il s'engage comme porte-drapeau dans le 62e régiment d'infanterie de l'armée prussienne à Cosel.
Ehrenfried-Oskar Boege est capturé par les troupes soviétiques en mai 1945 dans la poche de Courlande. Il est libéré en 1955.

## Décorations
- Croix de fer (1914)
  - 2e classe (30 septembre 1914)
  - 1re classe (6 février 1917)
- Croix d'honneur in 1934
- Croix de fer (1939)
  - 2e classe (16 juin 1940)
  - 1re classe (16 juin 1940)
- Insigne de combat d'infanterie en argent (18 octobre 1941)
- Médaille du Front de l'Est (6 août 1942)
- Croix allemande en or (13 janvier 1943)
- Croix de chevalier de la croix de fer avec feuilles de chêne
  - Croix de chevalier le 22 décembre 1941 en tant que Oberst et commandant du Infanterie-Regiment 7[1]
  - 594e feuilles de chêne le 21 septembre 1944 en tant que General der Infanterie et commandant du XXXXIII.Armeekorps[2]
- Mentionné dans le bulletin quotidien radiophonique Wehrmachtbericht (11 octobre 1943)
- Bande de bras (de) (Ärmelband) “Kurland”